# 亞科布·卡贾亞
亞科布·卡贾亞（1993年9月28日—）是一位格鲁吉亚古典式摔跤手，2020年奥运会银牌得主，2019年欧洲运动会冠军，2019年世界锦标赛以及2018年和2019年欧洲锦标赛奖牌获得者。2016年夏季奥运会的参赛者。